# روداپیتکوس
روداپیتکوس (نام علمی: Rudapithecus) نام یک سرده از خانواده انسانیان است.